# 1-й Вражский переулок
1-й Вра́жский переу́лок — улица в центре Москвы в Хамовниках между Плющихой и Ростовской набережной.

## Происхождение названия
Назывался Большой Вражек, Большой Вражский переулок. Название возникло в XVIII веке, дано по прилеганию переулка к Помётному оврагу — здесь был овраг, куда сбрасывали помёт (навоз) из находившихся неподалёку (по Новоконюшенному переулку) государевых конюшен. Древнерусское враг, вражек — «овраг, овражек».

## Описание
1-й Вражский переулок начинается от Плющихи напротив улицы Бурденко, проходит на запад, пересекает 1-й переулок Тружеников, 7-й Ростовский (справа) и 2-й Вражский (слева) и выходит на набережную Москвы-реки, разделяя Ростовскую и Саввинскую набережные.

## Здания и сооружения
- Дом 4 — бывший Хамовнический ЗАГС.

## См.также
- 2-й Вражский переулок
- Переулок Сивцев Вражек